# Phrynium macrocephalum
Phrynium macrocephalum är en strimbladsväxtart som beskrevs av Karl Moritz Schumann. Phrynium macrocephalum ingår i släktet Phrynium och familjen strimbladsväxter. Inga underarter finns listade.